# Tiere vor der Kamera
Tiere vor der Kamera war eine Tierfilmreihe, die 1974 für den Bayerischen Rundfunk konzipiert wurde und durchgehend bis 2016 von diesem Sender produziert wurde. Insgesamt wurden 54 Folgen (je ca. 45 min) der Reihe ausgestrahlt.
Die mehrfach preisgekrönte Reihe der Tierfilmer Ernst Arendt und Hans Schweiger lief seit dem 17. April 1977 im Abendprogramm der ARD. Nachdem sie anfänglich mit einem VW-Bus und danach in einem Mercedes-Benz T 2, ein zu einem Wohnmobil umgebauter Möbelwagen, unterwegs gewesen waren, stiegen sie auf den Unimog U 1550 L mit Spezialaufbau um. Die beiden waren in der ganzen Welt unterwegs und filmten Tiere in ihrem angestammten Lebensraum. Im Gegensatz zu anderen Tierserien konnten die Zuschauer die Strapazen und Schwierigkeiten, die die beiden Filmemacher bei den Dreharbeiten in freier Wildbahn hatten, hautnah miterleben. Zudem wurden die Tierszenen nicht mit Musik unterlegt oder aufwendig nachvertont. Die Authentizität der zum Teil einmaligen Filmaufnahmen und die humorvolle Erzählweise machten die Serie zu einem großen Erfolg; sie wurde in 100 Ländern ausgestrahlt. Arendt und Schweiger erhielten für diese Arbeit mehrere renommierte Fernsehpreise, wie den Adolf-Grimme-Preis 1990 mit Bronze (für Buch und Regie zu Die Nächte der Tasmanischen Teufel), den Bayerischen Fernsehpreis 1991 (für Lied der Landschaft) und die Goldene Kamera 1989, sowie den DUH-Umwelt-Medienpreis 2006 in der Kategorie Lebenswerk und den NaturVision Filmfestival Publikumspreis 2012.
Im November 2016 wurde bekannt, dass Arendt und Schweiger nach fast 40 Jahren keine neuen Aufträge vom Bayerischen Rundfunk erhalten. Wie Hans Schweiger gegenüber dwdl.de erklärte, sei das Alter der Tierfilmer, beide wurden 1949 geboren, der Grund. Der BR dementierte und begründete es mit dem Spardruck. Allein bis 2025 sollen 450 von 1.000 Vollzeitstellen gestrichen werden.

## Episoden
- 1974 – Singende Vögel
- 1975 – Die Geier der Spanischen Sierra
- 1975 – Die Nächte der Kröten
- 1976 – Eiderenten auf Island
- 1977 – Aus dem Privatleben der Biber
- 1977 – Die Unauffälligen der Rocky Mountains
- 1978 – Sommer der Murmeltiere
- 1979 – Schneeaffen in Japan
- 1979 – Alltag der Spatzen
- 1980 – Die Felsen der Papageitaucher
- 1982 – In den Wüsten Australiens
- 1982 – Australien – Heimat der Wellensittiche
- 1982 – In den Wäldern Australiens
- 1983 – Die Schlucht der Felsenkänguruhs
- 1984 – Aus dem Familienleben der Grizzly-Bären
- 1984 – Elche in Alaskas Wildnis
- 1984 – Der schnelle Sommer der Eisfüchse
- 1985 – Vögel am Prärie-See
- 1986 – Der schnellste Vogel im Wilden Westen
- 1986 – Im Land der Riesenkakteen
- 1987 – Mit den Singschwänen nach Island
- 1988 – Die Nächte der Tasmanischen Teufel
- 1989 – Keas – Spaßvögel in Neuseeland
- 1989 – Kiwi & Co. – Vögel Neuseelands
- 1990 – Lied der Landschaft
- 1991 – Guanakos – Die wilden Lamas der Anden
- 1991 – Sommer der Schwalben
- 1992 – Landung frei für Albatrosse
- 1993 – Land der Indianer – Büffel
- 1995 – Das lustige Treiben der Little Corellas
- 1995 – Der große Durst der kleinen Zebrafinken
- 1996 – Nasenaffen – Starke Typen im Dschungel
- 1997 – Die Kraniche der russischen Steppe
- 1998 – Bei den Schakalen in Griechenland
- 1999 – Unser Sommer mit Mutter Bär
- 2000 – Eistaucher – Die Stimme der Wildnis
- 2001 – Kanarische Inseln – Heimat der Kanarienvögel
- 2002 – Schneehasen in Schottland
- 2003 – Dohlen in Stadt und Land
- 2004 – Der Zauber des Kranichs
- 2005 – Wir suchen den Superstar
- 2006 – Die Saga vom Vogel in der Hand
- 2008 – Highway in die Eiszeit (1) – Auf nach Alaska
- 2008 – Highway in die Eiszeit (2) – Zum kalten Ende Alaskas
- 2008 – Highway in die Eiszeit (3) – Sommer auf Eis
- 2009 – Kleine liebenswerte Alaskaner
- 2012 – Highway durch die Rocky Mountains – Herbst
- 2012 – Highway durch die Rocky Mountains – Frühling
- 2012 – Highway durch die Kaktuswüste
- 2013 – Highway durch die Prärie (1) – Weites Grasland
- 2013 – Highway durch die Prärie (2) – Offenes Buschland
- 2016 – Highway durch Australien (1) – Der Südwesten
- 2016 – Highway durch Australien (2) – Die Nullarbor
- 2016 – Highway durch Australien (3) – Ins rote Zentrum
- 2021 – Highway durch Australien (4) – Im heißen Herz
- 2021 – Highway durch Australien (5) – Auf nach Nordost
- 2021 – Highway durch Australien (6) – Bis zur Nordspitze